# Émirat du Caucase
 (juillet 2017).
L'émirat du Caucase (en tchétchène : Имарат Кавказ, Imarat Kavkaz ; russe : Кавказский эмират, Kavkazskij emirat), aussi appelé Émirat caucasien, est une organisation terroriste islamiste qui s'est  autoproclamée comme un État. Le groupe, qui vise à instaurer la charia dans plusieurs régions du Caucase du Nord, est lancé en 31 octobre 2007 par le « président de la république tchétchène d'Itchkérie », Dokou Oumarov. Le 24 juin 2015, une partie du groupe annonce prêter allégeance à l'État islamique et celui-ci l'accepte. Cependant, les dirigeants de l'Émirat rejettent cette déclaration.

## Histoire

### Les guerres de Tchétchénie
La « république tchétchène d'Itchkérie » déclara son indépendance vis-à-vis de l'Union soviétique en octobre 1991. Son territoire correspondait à l'ancienne république socialiste soviétique autonome de Tchétchénie-Ingouchie, dont le leader Djokhar Doudaïev devint le premier président itchkère. Toutefois, aucune puissance étrangère n'accepta de nouer des liens diplomatiques avec le gouvernement séparatiste et seule la Géorgie de Zviad Gamsakhourdia reconnut son indépendance, fait qui ne dura guère longtemps car en janvier 1992, Gamsakhourdia lui-même fut renversé par un coup d'État et le Conseil militaire alors établi annula ensuite la reconnaissance. Toutefois, l'« Itchkérie » était de facto indépendante et la Russie ne pouvait supporter de voir une région sécessionniste sur son territoire. Cela mena à la première guerre de Tchétchénie le 11 décembre 1994. Grozny, la capitale, fut prise par les Russes le 6 mars 1995, mais la guerre dura jusqu'en août 1996 et le départ des troupes fédérales. Ce conflit aurait fait entre 30 000 et 100 000 morts parmi les civils tchétchènes. En janvier 1997, Aslan Maskhadov fut élu président de la République en remplacement de Djokhar Doudaïev, qui avait été tué par l'aviation russe en avril 1996. Maskhadov ne put empêcher les provocations de certains de ses commandants, tels Chamil Bassaïev, ce qui entraina une nouvelle invasion des troupes de Moscou en 1999 et le déclenchement de la Seconde guerre de Tchétchénie; un an plus tard, son gouvernement partit en exil.
Toutefois, Maskhadov resta en Tchétchénie, même s'il n'avait pratiquement plus aucune autorité. À partir de ce moment, il entra en conflit juridique avec la Russie. Bientôt, il fut accusé d'être en rapport avec les commanditaires d'actes terroristes brutaux, tel que la Prise d'otages de Beslan en septembre 2004. Le gouvernement pro-russe d'Ossétie-du-Nord-Alanie le condamna par ailleurs comme terroriste. Il profita pourtant de son influence pour proclamer un cessez-le-feu provisoire en 2005 et, d'après certains, il abandonna ses prétentions séparatistes pour demander à Moscou de garantir l'existence de la nation tchétchène. Or, le gouvernement russe de Vladimir Poutine refusa le cessez-le-feu et, en mars 2005, Aslan Maskhadov fut tué lors d'un raid du FSB sur son fief de Tolstoï-Yourt. Il fut alors remplacé par le jeune Abdoul-Khalim Saïdoullaïev, qui promit d'établir une république démocratique une fois la guerre achevée. Condamnant les prises d'otage, il réussit toutefois à s'allier avec Chamil Bassaïev, le leader terroriste de la Confédération des Peuples du Nord-Caucase (CPNC). Il sera à son tour assassiné le 17 juin 2006 et son vice-président Dokou Oumarov fut dès lors choisi pour lui succéder.

### Fondation

Premier drapeau

Oumarov décida de s'allier avec la CPNC dans le but de poser un ultimatum aux Russes. Mais la mort de Bassaïev lui apporta alors tous les pouvoirs et un contrôle total sur les islamistes de Ciscaucasie. Le 31 octobre 2007, il abolit la république tchétchène d'Itchkérie dont il était président et proclama le grand « émirat du Caucase », dont la Tchétchénie n'était qu'une simple province parmi bien d'autres. Toutefois, Akhmed Zakaïev, l'ancien chef du « gouvernement itchkère en exil » à Londres, déclara illégitime la proclamation, de même que l'abolition, et assuma la tête du gouvernement parlementaire par intérim. À partir de ce moment, un conflit constitutionnel entre les extrémistes musulmans et les républicains de Londres débuta, avec à l'appui propagandes et insultes, utilisés dans les médias de chacun des deux partis.
En juin 2015, une partie du groupe prêta allégeance à l'État islamique, qui l'accepta,. Cependant, cette déclaration fut rejetée par une autre partie des dirigeants de l'Émirat.

## Géographie

### Division administrative
L'« émirat du Caucase » au moment de sa proclamation comprenait six divisions administratives, les wilayas :
- Daghestan
- Nohchi cho' (Tchétchénie - Itchkérie)
- Galga cho' (Ingouchie)
- Iriston (Ossétie du Nord)
- Nogayskaya step (région de Stavropol)
- et la wilaya unie de Kabarda, Balkarii et Karatchaya.

Le 11 mai 2009, la wilaya d'Iriston était supprimée et insérée dans la composition de la wilaya Galga cho'.

## Politique

### Gouvernement
Au moment de la proclamation (en 2007), le chef de l'« émirat du Caucase » est l'émir Dokka Abu Usman (Dokou Oumarov). Le premier adjoint (Naib) du chef de l'émirat du Caucase est Soupian Abdoullaïev (décédé le 28 mars 2011).
En octobre 2011, un rapport d'études fourni par le Center for Strategic & International Studies révèle que le gouvernement de l'« émirat du Caucase » est le suivant:
- Émir : Dokou Oumarov
- Premier adjoint : inconnu
- Commandant militaire : Aslan Bioutoukaïev (en), alias "Amir Khamzat"
- L'organe judiciaire suprême de l'« émirat du Caucase » est le Tribunal Suprême de la charia. Président de la Cour (Kadi) : Cheikh Ali Abou Mukhammad al-Dagestani dont le véritable nom est Aliaskhab Kebekov
- Émir de wilaya Daguestan (Sharia Jamaat) : Ibragim-Khalil Daudov (décédé le 11 février 2012)
- Émir de wilaya Nohchi cho' (Tchétchénie) : Dokou Oumarov ; premier adjoint : Aslan Bioutoukaïev (en)
- Émir de wilaya Galga cho' (Ingouchie et Ossétie du Nord) : Adam Ganichev
- Émir de wilaya Kabarda, Balkarii et Karatchaya (Kabardino-Balkarie): Alim Zankichev (décédé le 27 mars 2012)

En mars 2014, à la suite du décès d'Oumarov, le gouvernement devient le suivant : 
- Émir : Aliaskhab Kebekov alias "Ali Abou Muhammad al-Dagestani", tué par l'armée russe le 19 avril 2015[7]
- Premier adjoint : inconnu
- Commandant militaire : Aslan Bioutoukaïev (en), alias "Amir Khamzat"
- Émir de wilaya Nohchi cho' (Tchétchénie) : Aslan Bioutoukaïev (en)
- Émir de wilaya Daghestan (Sharia Jamaat):  Roustam Asildarov
- Émir de wilaya Galga cho' (Ingouchie et Ossétie du Nord) : Amir Ubaydullakh [8]
- Émir de wilaya Kabarda, Balkarii et Karatchaya (Kabardino-Balkarie): inconnu

Les émirs des wilayas sont choisis parmi les émirs des groupements locaux autonomes ethniques de combat (jamaat).
L'organe consultatif suprême de l'« émirat du Caucase » est une Majlis-ul-Choura, composé d'émirs supérieurs - les chefs et les dirigeants des jamaats des wilayas.
Aliaskhab Kebekov prend la tête de l'Émirat en 2014. Fin avril 2015, l'armée russe affirme l'avoir tué lors d'une opération des forces spéciales au Daghestan. Son successeur Magomed Suleymanov est à son tour tué en août 2015.
Après son ralliement à l'État islamique en juin 2015, Rustam Asildarov alias "Abou Mohamad al-Qadari" est nommé Wali (gouverneur) du Caucase.

### Relations étrangères
L'« émirat du Caucase » a aussi des représentants officiels à l'étranger - Vekalat - présidés par le représentant plénipotentiaire des mudjaheds et la direction de l'« émirat du Caucase » - Wakil. Fin août 2009 ce poste est occupé par Chamsouddin Batoukaïev.

## Puissance militaire
Les forces armées de l'« émirat du Caucase » compteraient plusieurs milliers de moudjahiddines, répartis en différents djamaat (groupuscules) et opérant du Daghestan à la république de Kabarda-Balkarie.